# دوماگوی دروژدک
دوماگوی دروژدک (انگلیسی: Domagoj Drožđek؛ زادهٔ ۲۰ مارس ۱۹۹۶) بازیکن فوتبال اهل کرواسی است که در پست وینگر برای باشگاه تراکتور در لیگ برتر خلیج فارس بازی می‌کند.

## دوران باشگاهی
دروژدک در واراژدین از یک پدر کروات و مادر آلمانی متولد شد. او کار خود را با آکادمی باشگاه فوتبال واراژدین (۲۰۱۵–۱۹۳۱) آغاز کرد و سپس به دینامو زاگرب پیوست. در سال ۲۰۱۳، او به باشگاه آلمانی باشگاه فوتبال بروسیا دورتموند منتقل شد و قراردادی سه و نیم ساله امضا کرد.
پس از مدتی بازی در باشگاه فوتبال بروسیا دورتموند، دروژدک به کرواسی بازگشت و در ۱ سپتامبر ۲۰۱۶ به باشگاه سوم لیگ، باشگاه فوتبال واراژدین پیوست. در طول فصل ۲۰۱۷–۱۸، او ۱۶ گل در لیگ به ثمر رساند (از جمله یک هت‌تریک در برابر باشگاه فوتبال گوریتسا) و جایزه بهترین بازیکن رقابت‌ها را کسب کرد.
در ۳۰ اوت ۲۰۱۸، دروژدک به باشگاه فوتبال لوکوموتیو زاگرب پیوست.
در ۲۳ فوریه ۲۰۲۱، دروژدک به تیم شاغل در کی‌لیگ چلنج، باشگاه فوتبال بوسان ای‌پارک با مبلغی نامشخص پیوست.
در تاریخ ۲۳ ژانویه ۲۰۲۵، دروژدک با قراردادی یک و نیم ساله به باشگاه فوتبال تراکتور ملحق شد.

## افتخارات

### باشگاهی

#### تراکتور
- لیگ برتر خلیج فارس (۱): ۰۴–۱۴۰۳
- سوپر جام ایران (۱): ۱۴۰۴

### فردی
- آقای گل لیگ دسته اول کرواسی (۱): ۱۸–۲۰۱۷ (۱۶ گل)